# Stewart John Bruce
Stewart John Bruce (Breda, 21 juni 1767 - Deventer, 14 februari 1847) was een generaal in dienst van de Bataafse Republiek en het koninkrijk Holland.
De militair met Schotse voorouders was onder andere gouverneur van 's-Gravenhage en commandant van de vesting Groningen. Hij vocht in 1807 in Duitsland tegen Pruisen. Op 2 november 1808 werd hij commandant van het "Eerste Grote Kustcommandement" wat inhield dat hij de Zeeuwse eilanden , en daarmee ook Antwerpen, tegen een Britse invasie moest beschermen.

## Familie
Stewart John Bruce werd geboren als zoon van George Bruce, een majoor bij het regiment Schotten, en Elisabeth Snellen. Bruce huwde op 22 februari 1801 Christina Schimmelpenninck, de zuster van raadpensionaris Rutger Jan Schimmelpenninck. Zij waren de ouders van de latere politicus en staatsman George Isaäc Bruce (Deventer, 9 oktober 1803 - Nieuwediep, 30 december 1850) en Hermanna Aleida Bruce (Deventer, 16 september 1805 - Leeuwarden, 26 mei 1843). Dochter Hermanna Aleida was de echtgenote van mr. Gerrit Martijn baron du Tour van Bellinchave, kamerheer in buitengewone dienst des Konings en raadsheer van het Provinciaal Gerechtshof van Friesland. Bruce was de grootvader van de latere minister van justitie Marc Willem baron du Tour van Bellinchave.

## Militaire loopbaan
Stewart John Bruce begon zijn carrière al op tienjarige leeftijd op 1 april 1777 als cadet bij het Staatse leger. Op 13 juni 1781 werd hij officier en diende vanaf 6 juli 1782 als kapitein in het regiment van generaal-majoor Dundas (Schotten van Houston) in garnizoen te Sas van Gent, Assel en Breda, in het cordon van Holland, te Muiden, Hoorn en Enkhuizen. In Enkhuizen werd hij in de maand oktober 1787 gesuspendeerd vanwege zijn patriotse sympathieën en vluchtte hij naar Frankrijk.
Tijdens zijn ballingschap haalde hij op 1 juli 1788 zijn brevet als kapitein in Franse dienst. Op 1 augustus 1792 werd hij bevorderd tot 2de luitenant-kolonel van de 3de batterij infanterie van het Legion Franche Etrangere. In maart 1794 werd hij chef de bataljon. Terug in Nederland werd Bruce in de Bataafse Republiek op 8 juli 1795 kolonel van de 2de halve brigade. Hij nam in die hoedanigheid in 1799 deel aan de veldtocht in Noord-Holland. Hiervoor werd hij op 17 oktober 1799 bevorderd tot generaal-majoor.
Van 28 juni 1805 tot 17 juni 1806 was Bruce gouverneur der residentie van het Bataafs gouvernement ('s-Gravenhage). Schimmelpenninck zond Bruce in november 1805 naar keizer Napoleon in Wenen om hem te complimenteren met de tot dusver behaalde overwinningen en om verslag te doen van de maatregelen van defensie die in de Bataafse Republiek waren genomen. Bruce werd op deze reis vergezeld door de adjudant van de raadspensionaris luitenant-kolonel ingenieur Gillis Johannis le Fèvre de Montigny en Adriaan Frans Meijer, de kapitein-adjudant van de staf van de lijfgarde van de raadpensionaris.
Na de instelling van het koninkrijk Holland verliet Stewart John Bruce, die op 25 februari tot luitenant-generaal was bevorderd, op 17 juni 1806 de residentie om achtereenvolgens te dienen als:
- commandant van Brielle (4 juli 1806);
- commandant van Utrecht (30 juli 1806);
- commandant van de 2de militaire afdeling te Middelburg (14 september 1806);
- commandant van de 3de militaire afdeling te Groningen (31 oktober 1806);
- commandant van de 3de (tevoren 4de) militaire afdeling te Deventer (4 maart 1807), Onder deze divisie ressorteerden de troepen gelegen in Gelderland, Overijssel en Drente;
- commandant van de 2de divisie van de te Zeist verenigde troepenmacht (14 maart 1807);
- commandant van de versterkingsafdeling van de troepenmacht in Duitsland (23 maart 1807);
- commandant van de 1ste divisie van het Hollandse korps in Noord-Duitsland (7 april 1807 tot 1 januari 1808);
- commandant van het 1ste militaire arrondissement Amstelland te Haarlem (24 januari 1808);
- commandant van het 3de militaire arrondissement te Arnhem;
- commandant van 1ste grote kustcommandement (20 februari 1809), van de eilanden Walcheren (met uitzondering van Vlissingen) en Zuid-Beveland (22 mei 1809).

## Walcherenexpeditie
Op 30 juli 1809 vielen de Britten het Koninkrijk Holland aan. Zij veroverden Walcheren met uitzondering van het versterkte Vlissingen en Bruce gaf de forten Haak en Bath zonder tegenstand geboden te hebben over. Het Franse keizerrijk werd zo in gevaar gebracht en het was aan ingrijpen van Fouché te danken dat er snel voldoende reservisten werden opgeroepen om Antwerpen te beschermen (zie verder Walcherenexpeditie).
Generaal Bruce viel in ongenade. Op 3 augustus 1809 werden al zijn functies vervallen verklaard en hij werd op 18 december 1809 door de Hoge Militaire Vierschaar gedaagd en tot 14 dagen militaire detentie veroordeeld. De Hollandse koning ontsloeg hem op 13 januari 1810 uit de dienst en ontnam hem zijn op 16 februari 1807 verkregen ridderkruis van de Orde van de Unie. Het vonnis dat het Hollandse Nationale Hooggerechtshof op 9 juli 1810 in cassatie uitsprak, werd op 25 juni 1814 door Souverein Vorst Willem I vernietigd omdat dat hof onbevoegd zou zijn geweest.
- Biografisch Portaal: 97607484
- International Standard Name Identifier: 0000 0003 8715 0302
- Nederlandse Thesaurus van Auteursnamen: 073274046
- Virtual International Authority File: 280003529
- WorldCat: E39PBJvd3jcWpVbdCQGWb9wV4q